# Plateau van Wijnendale
Het Plateau van Wijnendale is een plateau centraal in de provincie West-Vlaanderen. Het is een verhoging in het landschap met een zwak golvend reliëf, variërend tussen 20 en 50 meter; het omliggende lager gelegen land ligt ongeveer 20 meter hoog. Op de hoogte zelf liggen onder andere de dorpen Wijnendale en Aartrijke.
Het plateau heeft steilranden tot 5% in het zuiden en het westen. De noordelijke en oostelijke randen vertonen een zachtere helling. Plaatselijk dragen delen of verhogingen van het plateau een aparte naam. Zo vormen de Koekelareberg in Koekelare en de Ruidenberg in Ichtegem het zuidelijke deel. In het noorden ligt Aartrijke op een heuvel van het plateau. De helling van Torhout naar het plateau noemt men ' 't Hoge'.
In Wijnendale wordt het plateau diep doorsneden door een uitgegraven bedding de Groene 62, een voormalige spoorweg, nu een fietsweg.